# Volcán Olca
Volcán Olca är en kon i Chile, på gränsen till Bolivia. Den ligger i den norra delen av landet, 1 400 km norr om huvudstaden Santiago de Chile. Toppen på Volcán Olca är 5 294 meter över havet, eller 105 meter över den omgivande terrängen. Bredden vid basen är 0,98 km.
Terrängen runt Volcán Olca är huvudsakligen lite bergig. Trakten runt Volcán Olca är nära nog obefolkad, med mindre än två invånare per kvadratkilometer.. Det finns inga samhällen i närheten. 
Omgivningarna runt Volcán Olca är i huvudsak ett öppet busklandskap.